# Lisa Mays
Lisa Mays (Sydney, 10 ottobre 2000) è una tennista australiana.

## Carriera
Lisa Mays ha vinto 4 titoli in doppio nel circuito ITF in carriera. Il 31 dicembre 2018 ha raggiunto il best ranking mondiale nel singolare, nr 846; il 16 dicembre 2019 ha raggiunto il miglior piazzamento mondiale nel doppio, nr 1033.
Ha partecipato anche al Sydney International 2022 nel doppio in coppia con Michaela Haet, uscendo sconfitte al primo turno dal team composto da Arantxa Rus e Astra Sharma.

## Statistiche ITF

### Singolare

#### Sconfitte (1)
| Torneo $100.000 (0) |
| Torneo $80.000 (0)  |
| Torneo $60.000 (0)  |
| Torneo $40.000 (0)  |
| Torneo $25.000 (0)  |
| Torneo $15.000 (1)  |

| N. | Data           | Torneo                | Superficie | Avversaria in finale | Punteggio     |
| 1. | 30 aprile 2023 | Magic Tours, Monastir | Cemento    | Isabella Šinikova    | 6-3, 4-6, 1-6 |

### Doppio

#### Vittorie (4)
| Torneo $100.000 (0) |
| Torneo $80.000 (0)  |
| Torneo $60.000 (1)  |
| Torneo $40.000 (0)  |
| Torneo $25.000 (0)  |
| Torneo $15.000 (3)  |

| N. | Data            | Torneo                             | Superficie  | Compagna         | Avversarie in finale            | Punteggio           |
| 1. | 7 dicembre 2019 | Norman Open Series Women's, Norman | Cemento (i) | Nell Miller      | Carmen Corley Ivana Corley      | 7-6(5), 4-6, [10-8] |
| 2. | 9 luglio 2022   | Magic Tours, Monastir              | Cemento     | Valentina Ivanov | Cho I-hsuan Yao Xinxin          | 6-4, 6(2)-7, [10-8] |
| 3. | 5 novembre 2022 | NSW Open, Sydney                   | Cemento     | Destanee Aiava   | Alexandra Osborne Jessy Rompies | 5-7, 6-3, [10-6]    |
| 4. | 29 aprile 2023  | Magic Tours, Monastir              | Cemento     | Lily Fairclough  | Demi Tran Lian Tran             | 5-7, 6-2, [10-4]    |

#### Sconfitte (4)
| Torneo $100.000 (0) |
| Torneo $80.000 (0)  |
| Torneo $60.000 (0)  |
| Torneo $40.000 (0)  |
| Torneo $25.000 (2)  |
| Torneo $15.000 (2)  |

| N. | Data              | Torneo                                             | Superficie | Compagna         | Avversarie in finale                 | Punteggio        |
| 1. | 16 febbraio 2019  | Port Pirie Change Tennis International, Port Pirie | Cemento    | Patricia Böntgen | Valentina Ivanov Amber Marshall      | 5-7, 2-6         |
| 2. | 24 settembre 2022 | Darwin Tennis International, Darwin                | Cemento    | Ramu Ueda        | Talia Gibson Petra Hule              | 6-2, 5-7, [5-10] |
| 3. | 8 ottobre 2022    | Cairns Tennis International, Cairns                | Cemento    | Destanee Aiava   | Naiktha Bains Alexandra Bozovic      | 4-6, 4-6         |
| 4. | 1º luglio 2023    | Magic Tours by FTT, Monastir                       | Cemento    | Aglaja Fedorova  | Lucía Llinares Domingo Lola Marandel | 4-6, 6(5)-7      |